# Cystofor

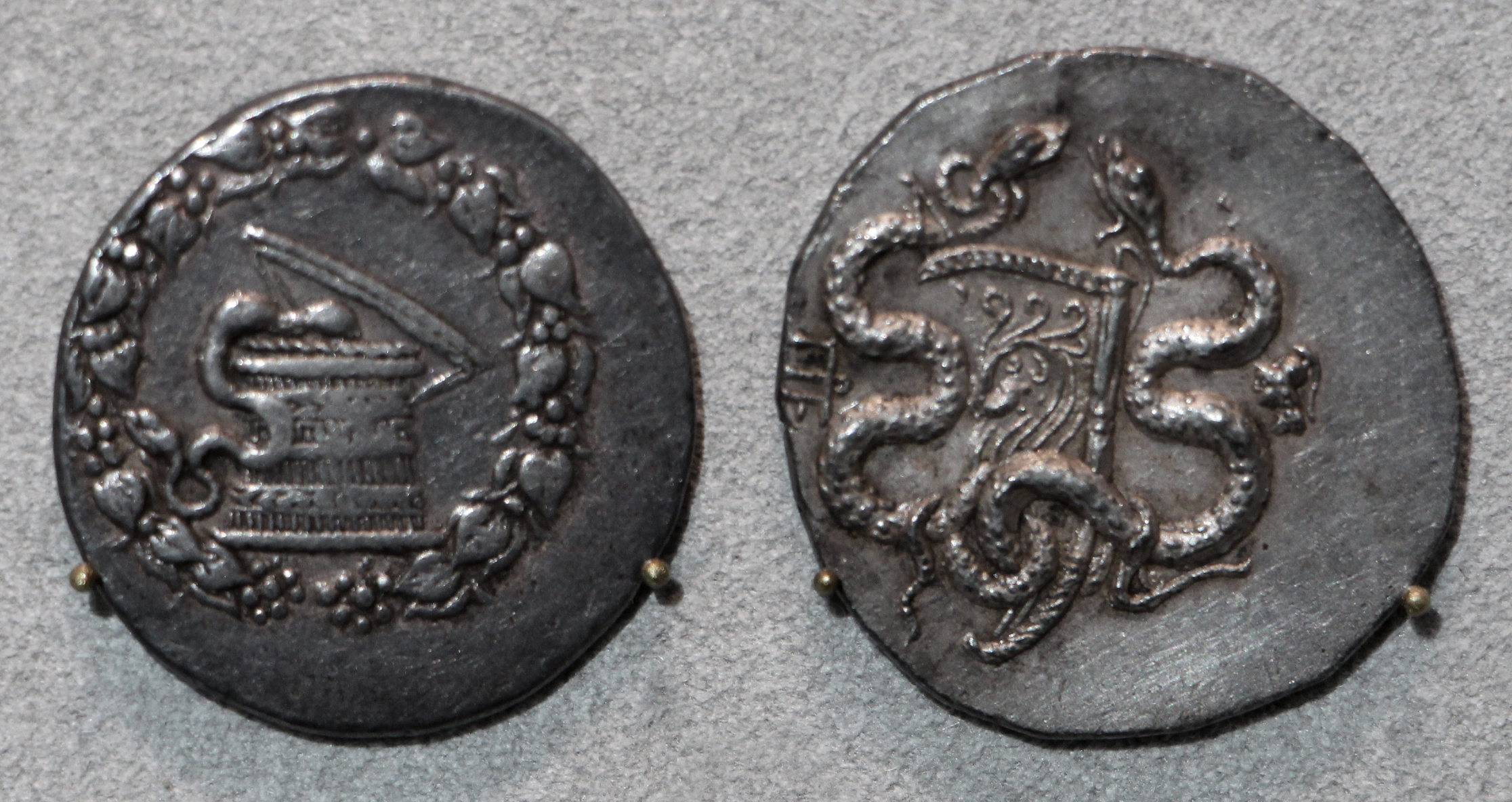
Pergamoński typowy cystofor z czasów panowania Eumenesa II

Cystofor (łac. cistophorus, gr. κιστοφόρος kistophoros) – rodzaj wartościowej srebrnej monety kilkudrachmowej emitowanej przez niektóre greckie miasta w Azji Mniejszej w okresie hellenistycznym i rzymskim.

## Geneza pieniądza
Swą nazwę (od κίστη – skrzynka i φέρο – niosę) zyskała dzięki umieszczanemu na awersie symbolicznemu wyobrażeniu tzw. cista mistica – obrzędowej skrzynki (plecionego kosza) z wypełzającym stamtąd wężem. Inicjatywę emisji tego pieniądza przypisuje się władcy Pergamonu Eumenesowi II jako twórcy nowego obiegu pieniężnego w hellenistycznej Azji Mniejszej. Cystofory wprowadzone zostały do obiegu po 188 p.n.e. w pergamońskim królestwie Attalidów, początkowo jako wewnętrzna moneta dla 16 miast małoazjatyckich skupionych w unii monetarnej, i pełniące rolę monety federalnej. Bito je w ważniejszych miastach małoazjatyckich w Troadzie, Jonii i Lidii (Sardes), a w znacznych ilościach zwłaszcza w Pergamonie, Efezie i Tralles. Istotne emisje spoza tego regionu pochodzą też np. z syryjskiej Apamei i Laodycei.

## Rozwój monety, rola i znaczenie

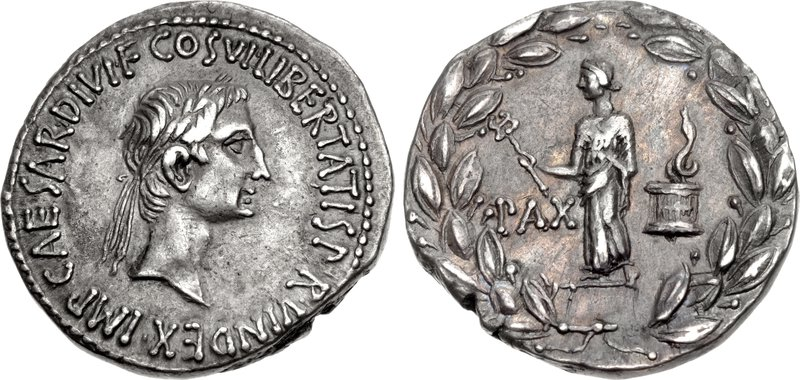
Cystofor w stylu rzymskim z okresu panowania Augusta

Później we wschodniej części basenu śródziemnomorskiego została uznana szerzej jako moneta szczególnie wartościowa, wymienialna zarówno na drachmę attycką, jak i na rzymskiego denara. Podobnie jak nieco cięższa tetradrachma syryjska oraz aleksandryjska (lecz obie gorszej próby), należała do srebrnych emisji opartych na późniejszych modyfikacjach tradycyjnego greckiego systemu monetarnego. Zależnie od okresu miała wartość 3-4 drachm według stopy rodyjskiej i przy wadze 11,5–12,7 gramów odpowiadała 3 denarom. Początkowo w cystoforach głównie opłacano nakładane przez Rzym kontrybucje. Pod rządami Rzymian pieniądz ten pozostawał w obiegu od czasów Marka Antoniusza i Augusta aż do panowania Hadriana. Zmianom uległy tylko przedstawienia awersu (wizerunek panującego) i rewersu (rzymskie symbole) wraz z łacińskimi napisami.